# Спасојевић
Спасојевић је српско презиме настало од мушког имена Спасоје. Познате особе са овим именом су:
- Ања Спасојевић (рођена 1983), српска професионална одбојкашица
- Владан Спасојевић (рођен 1980), српски фудбалер
- Душан Спасојевић, вођа једне од највећих српских криминалних група, Земунског клана
- Зоран Спасојевић (рођен 1949), српски књижевник
- Неда Спасојевић (1941–1981), глумица
- Теофило Спасојевић (1909–1970), српски фудбалер